# Mortsel-anders
Mortsel-anders is een lokale politieke partij in de Vlaamse stad Mortsel. Zij is onafhankelijk van de partijen op andere bestuurlijke niveaus.
De formatie kwam voor het eerst op bij de gemeenteraadsverkiezingen in 2006 en behaalde hierbij 10% van de uitgebrachte stemmen. De partij leverde hierop twee gemeenteraadsleden (in de oppositie): Ingrid Meeusen en Naranjo Decamps en één OCMW-raadslid: Lieve Fierens.
Mortsel-Anders trok naar de gemeenteraadsverkiezingen in 2012 onder het motto Ander en beter! Mortsel Mooier Mobieler Menselijker.